# Полицейско управление Ню Йорк
„Полицейско управление Ню Йорк“ (на английски: NYPD Blue) е американска полицейска драма, чието действие се развива в Ню Йорк и разкриваща вътрешните и външни борби на фиктивния 15-и участък на Манхатън. Всеки епизод обикновено запълва един ден и преплита няколко сюжета, засягащи главния състав.
Сериалът е по идея на Стивън Бочко и Дейвид Милч. Епизодите му са излъчвани по ABC от дебюта му на 21 септември 1993 г. до 1 март 2005 г.

## „Полицейско управление Ню Йорк“ в България
В България сериалът започва излъчване през 2006 г. по Fox Crime. През септември 2009 г. започва девети сезон, но поради неясни причини в началото е без дублаж и скоро след това вече е озвучен. След него до края на годината биват излъчени и останалите три сезона. Дублажът е на студио Доли. През различните сезони съставът на озвучаващите гласове търпи промени. Артисти, които озвучават в сериала, са Силвия Русинова, Гергана Стоянова, Елена Русалиева, Таня Димитрова, Татяна Захова, Лина Златева, Анна Петрова, Борис Чернев във всички епизоди до девети сезон включително, Николай Николов, Здравко Методиев, Светозар Кокаланов, Росен Плосков, Александър Митрев, Емил Емилов и Васил Бинев.
На 26 февруари 2010 г. започва повторно излъчване по Диема, от вторник до петък от 19:00. Дублажът също е на студио Доли, но е записан наново. От първи сезон ролите се озвучават от артистите Силвия Русинова, Гергана Стоянова, Николай Николов, Емил Емилов и Здравко Методиев. Това е първоначалният екип от първия дублаж, като единствено покойният Борис Чернев е заместен от Емил Емилов.